# Erbium

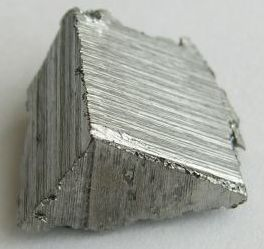
Erbium

Az erbium egy kémiai elem, melynek rendszáma 68 és vegyjele Er. Ezüstfehér színű, ritka fém, a lantanoidák közé tartozik. Nyelvújításkori neve erbeny. Szobahőmérsékleten szilárd halmazállapotú.

## Tulajdonságai

### Fizikai tulajdonságai

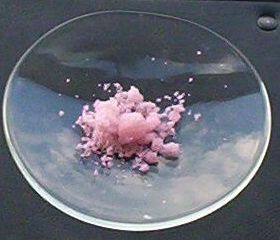
Erbium(III)-klorid napsütésben, látható az Er^{3+} természetes ultraibolya fényben történő enyhe rózsaszín fluoreszcenciája.

Három vegyértékű elem, a tiszta erbiumfém lágy, képlékeny (illetve könnyen alakítható), de a levegőn stabil, nem oxidálódik olyan gyorsan, mint néhány más ritkaföldfém. Sói rózsapirosak, a fémnek jellemző éles abszorpciós sávjai vannak a látható, ultraibolya és a közeli infravörös tartományban. Ezt leszámítva a többi ritkaföldfémhez nagyon hasonlóan néz ki. Szeszkvioxidja az erbia. Az erbium tulajdonságait bizonyos mértékig a benne található szennyezők mennyisége és minősége határozza meg. Nincs ismert biológiai funkciója, bár úgy vélik, hogy az anyagcserét gyorsítja.
Az erbium 19 K alatt ferromágneses, 19–80 K között antiferromágneses, 80 K felett paramágneses sajátságú.

### Kémiai tulajdonságai
Az erbiumfém levegőn lassan fényét veszti, és erbium(III)-oxid keletkezése közben könnyen elég:
4 Er + 3 O2 → 2 Er2O3
Az erbium eléggé elektropozitív fém, hideg vízzel lassan, forró vízzel gyorsan reagál, miközben erbium-hidroxid keletkezik:
2 Er (s) + 6 H2O (l) → 2 Er(OH)3 (aq) + 3 H2 (g)
Az erbiumfém az összes halogénnel reakcióba lép:
2 Er (s) + 3 F2 (g) → 2 ErF3 (s) [rózsaszín]
2 Er (s) + 3 Cl2 (g) → 2 ErCl3 (s) [ibolya]
2 Er (s) + 3 Br2 (g) → 2 ErBr3 (s) [ibolya]
2 Er (s) + 3 I2 (g) → 2 ErI3 (s) [ibolya]
Az erbium készségesen oldódik híg kénsavban, melyben a hidratált Er(III)-ionok sárga színű [Er(OH2)9]3+ komplex formájában vannak jelen:
2 Er (s) + 3 H2SO4 (aq) → 2 Er3+ (aq) + 3 SO2−4 (aq) + 3 H2 (g)

## Felhasználás
Az erbium erősíteni tudja a száloptikában haladó fényt, anélkül hogy előzőleg a fényt elektromos jelekké kellene alakítani.